# جواشان
جواشان (به لاتین: Zhoushan) یک شهر مرکزی در جمهوری خلق چین است که در چجیانگ واقع شده‌است.

## خصوصیات
جواشان ۱٬۱۲۱٬۲۶۱ نفر جمعیت دارد.

## خواهرخوانده
شهر کسن‌نوما، میاگی خواهرخواندهٔ جواشان هست.